# Strumigenys biolleyi
Strumigenys biolleyi är en myrart som beskrevs av Auguste-Henri Forel 1908. Strumigenys biolleyi ingår i släktet Strumigenys och familjen myror. Inga underarter finns listade i Catalogue of Life.

## Bildgalleri

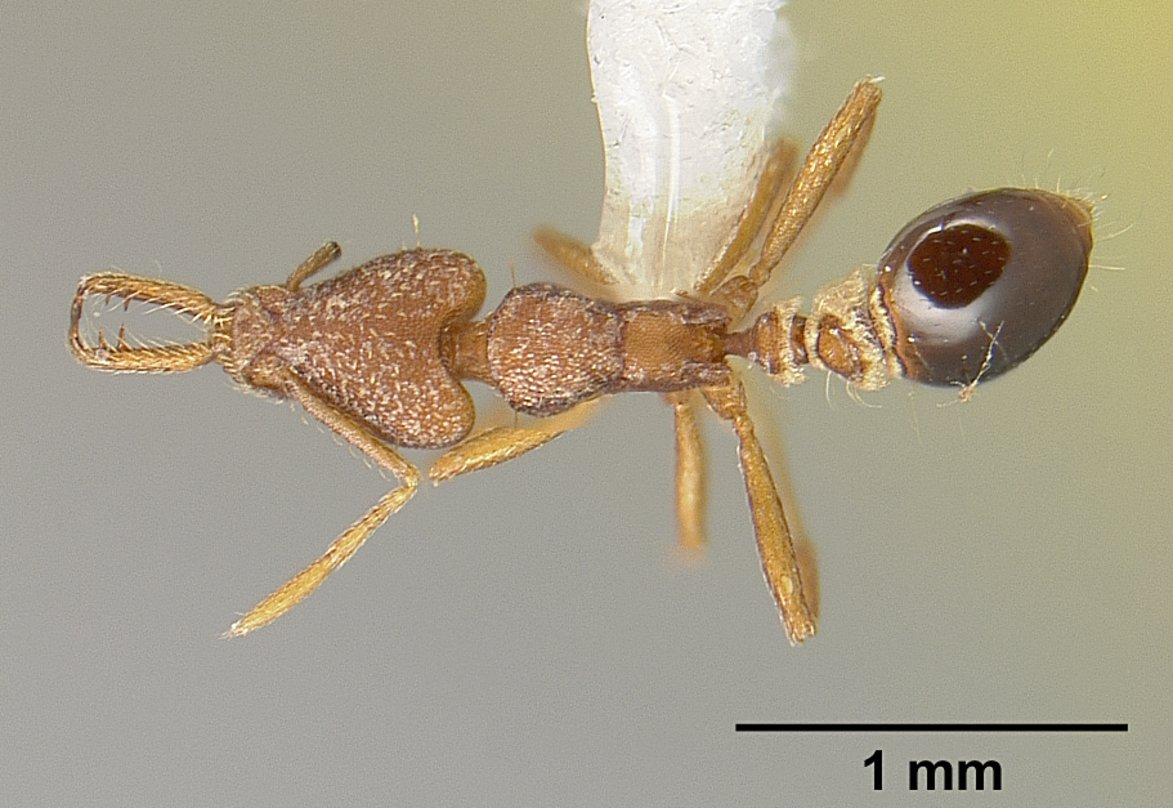
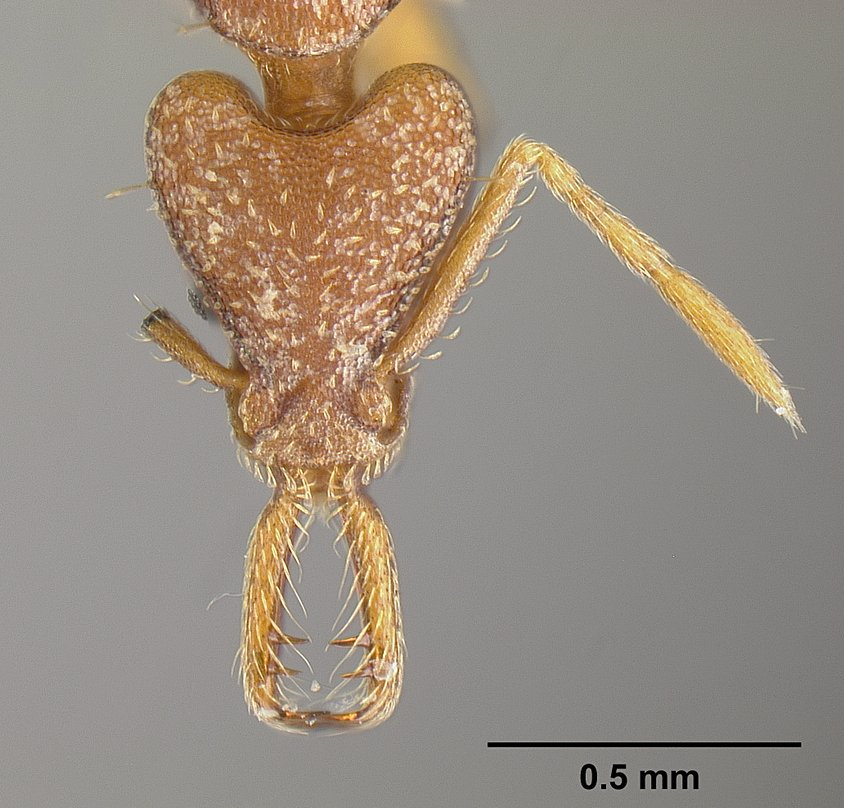
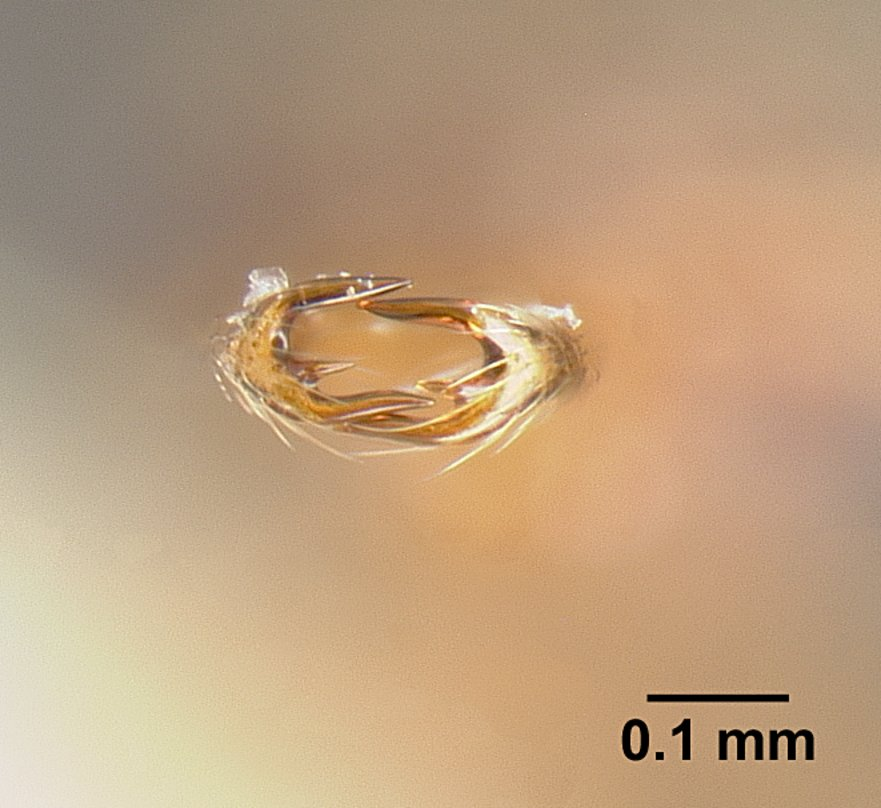
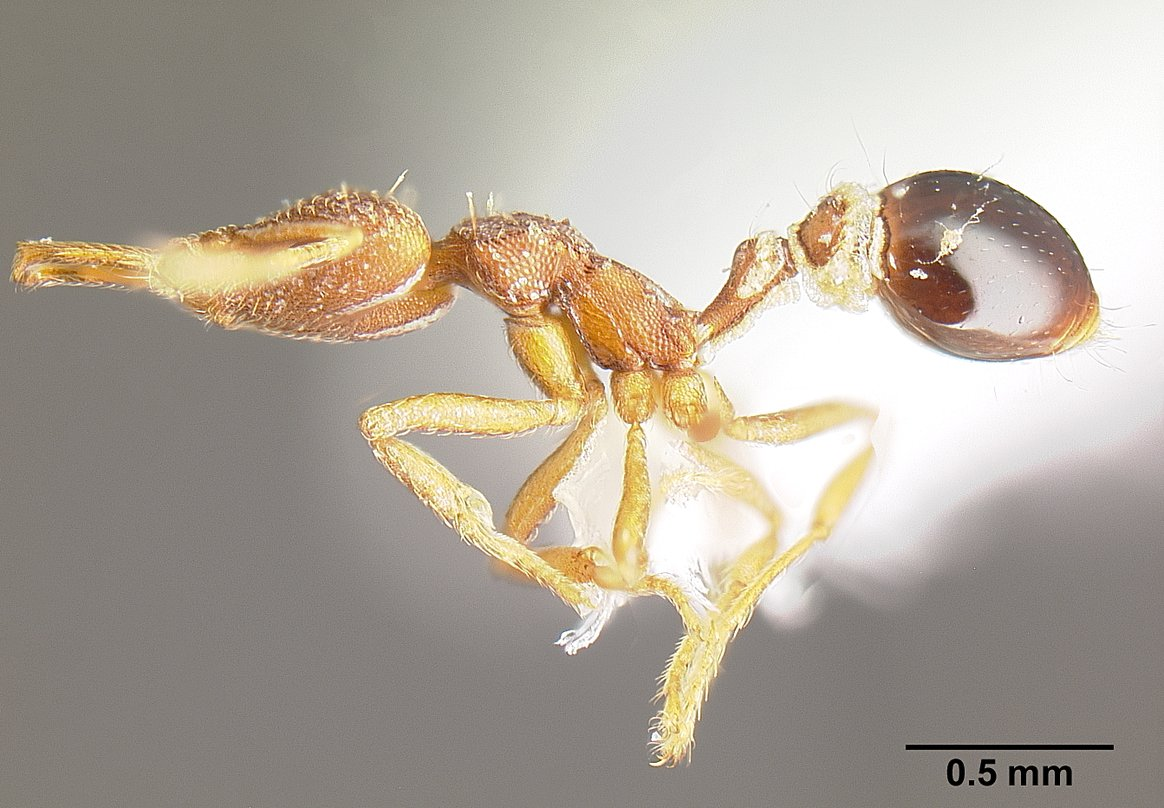